# Arondismentul Haguenau-Wissembourg
Arondismentul Haguenau-Wissembourg (în franceză Arrondissement de Haguenau-Wissembourg) este un arondisment din departamentul Bas-Rhin, regiunea Alsacia, Franța.

## Componență

### Cantoane
- Bischwiller
- Brumath (parțial)
- Haguenau
- Reichshoffen
- Wissembourg

### Comune
Comunele din arondismentul Haguenau-Wissembourg are:
1. Aschbach
2. Auenheim
3. Batzendorf
4. Beinheim
5. Bernolsheim
6. Berstheim
7. Betschdorf
8. Biblisheim
9. Bietlenheim
10. Bilwisheim
11. Bischwiller
12. Bitschhoffen
13. Brumath
14. Buhl
15. Cleebourg
16. Climbach
17. Crœttwiller
18. Dalhunden
19. Dambach
20. Dauendorf
21. Dieffenbach-lès-Wœrth
22. Donnenheim
23. Drachenbronn-Birlenbach
24. Drusenheim
25. Durrenbach
26. Eberbach-Seltz
27. Engwiller
28. Eschbach
29. Forstfeld
30. Forstheim
31. Fort-Louis
32. Frœschwiller
33. Gambsheim
34. Geudertheim
35. Gœrsdorf
36. Gries
37. Gumbrechtshoffen
38. Gundershoffen
39. Gunstett
40. Haguenau
41. Hatten
42. Hegeney
43. Herrlisheim
44. Hochstett
45. Hœrdt
46. Hoffen
47. Hunspach
48. Huttendorf
49. Ingolsheim
50. Kaltenhouse
51. Kauffenheim
52. Keffenach
53. Kesseldorf
54. Kilstett
55. Kindwiller
56. Krautwiller
57. Kriegsheim
58. Kurtzenhouse
59. Kutzenhausen
60. Lampertsloch
61. Langensoultzbach
62. Laubach
63. Lauterbourg
64. Lembach
65. Leutenheim
66. Lobsann
67. Memmelshoffen
68. Merkwiller-Pechelbronn
69. Mertzwiller
70. Mietesheim
71. Mittelschaeffolsheim
72. Mommenheim
73. Morsbronn-les-Bains
74. Morschwiller
75. Mothern
76. Munchhausen
77. Neewiller-près-Lauterbourg
78. Neuhaeusel
79. Niederbronn-les-Bains
80. Niederlauterbach
81. Niedermodern
82. Niederrœdern
83. Niederschaeffolsheim
84. Niedersteinbach
85. Oberbronn
86. Oberdorf-Spachbach
87. Oberhoffen-lès-Wissembourg
88. Oberhoffen-sur-Moder
89. Oberlauterbach
90. Oberrœdern
91. Obersteinbach
92. Offendorf
93. Offwiller
94. Ohlungen
95. Olwisheim
96. Pfaffenhoffen
97. Preuschdorf
98. Reichshoffen
99. Retschwiller
100. Riedseltz
101. Rittershoffen
102. Rœschwoog
103. Rohrwiller
104. Roppenheim
105. Rothbach
106. Rott
107. Rottelsheim
108. Rountzenheim
109. Salmbach
110. Schaffhouse-près-Seltz
111. Scheibenhard
112. Schirrhein
113. Schirrhoffen
114. Schleithal
115. Schœnenbourg
116. Schweighouse-sur-Moder
117. Seebach
118. Seltz
119. Sessenheim
120. Siegen
121. Soufflenheim
122. Soultz-sous-Forêts
123. Stattmatten
124. Steinseltz
125. Stundwiller
126. Surbourg
127. Trimbach
128. Uberach
129. Uhlwiller
130. Uhrwiller
131. Uttenhoffen
132. Wahlenheim
133. Walbourg
134. La Walck
135. Weitbruch
136. Weyersheim
137. Windstein
138. Wingen
139. Wintershouse
140. Wintzenbach
141. Wissembourg
142. Wittersheim
143. Wœrth
144. Zinswiller